# Alejandro Gallinal
Alejandro Gallinal – miasto w Urugwaju, w departamencie Florida.